# Milan Fukal
Milan Fukal (* 16. Mai 1975 in Jablonec nad Nisou) ist ein ehemaliger tschechischer Fußballspieler. Er stand zuletzt bis 2018 beim österreichischen Fünftligisten SV Esternberg unter Vertrag.

## Vereinskarriere

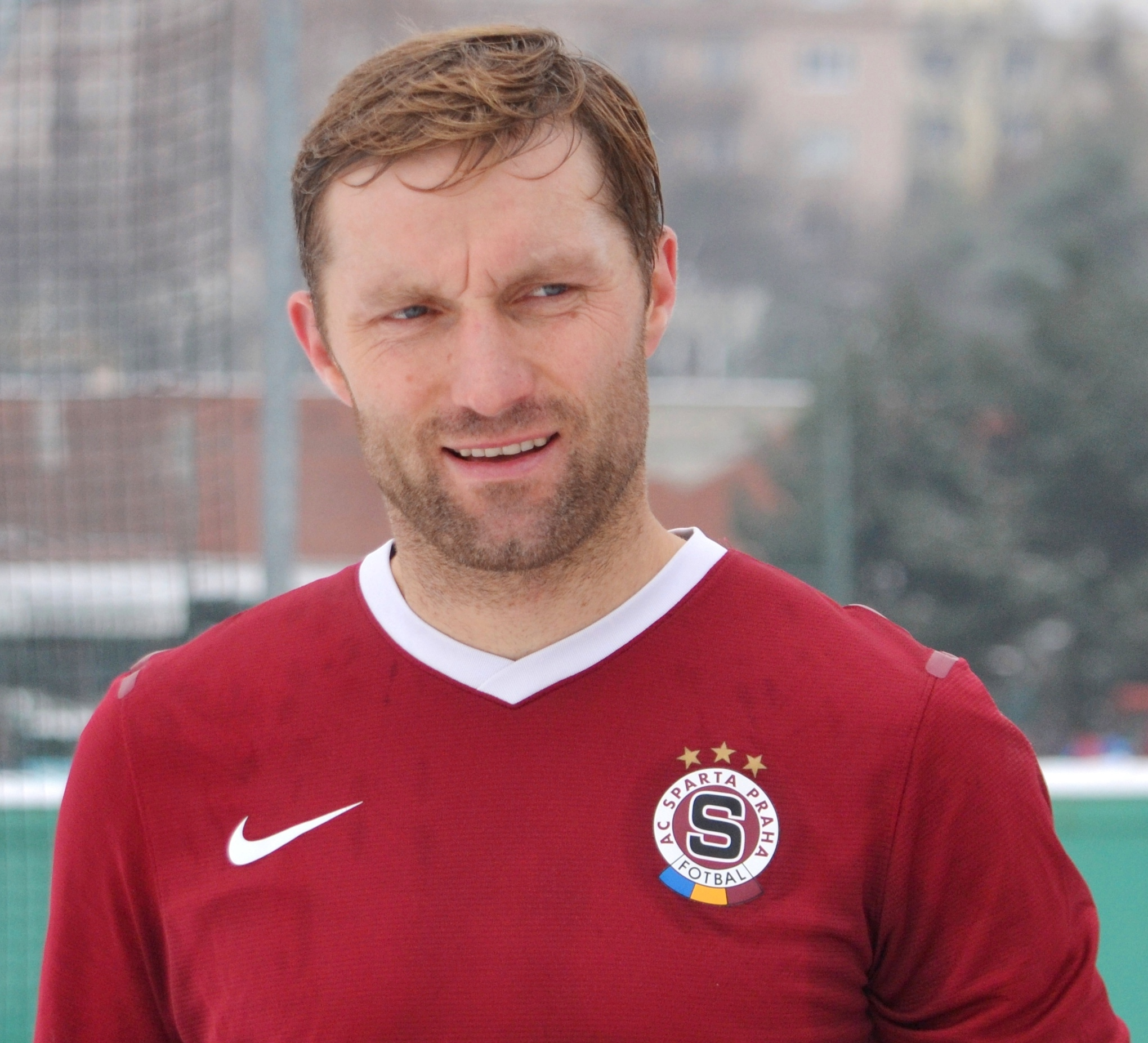
Milan Fukal (2014)

Fukal begann mit dem Fußballspielen 1981 bei Sokol Kokonín, mit 13 Jahren wechselte er zum FK Jablonec. 1993/94 absolvierte er seinen Wehrdienst bei VTJ Karlovy Vary. Anschließend spielte er innerhalb zwei Jahren für EMĚ Mělník, FK Český Brod, Pelikán Děčín und Bohemians Prag. Zur Saison 1996/97 kehrte der Innenverteidiger zum FK Jablonec zurück und spielte sich schnell in Stammformation.
1999 wechselte er zu Sparta Prag und wurde fester Bestandteil der Tschechischen Nationalmannschaft, mit der er an der Europameisterschaft 2000 teilnahm. Nach der Europameisterschaft ging er in die Fußball-Bundesliga zum Hamburger SV. 2004 folgte der Wechsel zu Borussia Mönchengladbach.
Insgesamt absolvierte Fukal 109 Bundesligaspiele und erzielte dabei neun Tore.
2006 kehrte Fukal zum FK Jablonec zurück. Im Juli 2008 wechselte er wieder ins Ausland und ging zum österreichischen Bundesligisten Kapfenberger SV. Nach drei Jahren beim Kapfenberger SV kehrt Milan Fukal zur Saison 2011/12 in seine Heimat zurück, er unterschrieb einen Einjahresvertrag beim tschechischen Erstligisten FC Hradec Králové. Nach zwei Jahren bei FC Hradec Králové wechselte Fukal zur Saison 2013/14 nach Oberösterreich in die fünftklassige Landesliga West zum SV Esternberg. Dort beendete er im Sommer 2018 im Alter von 43 Jahren seine Karriere als Aktiver und kehrte in seine Heimat zurück. Heute (Stand: 2021) ist er unter anderem als Spielerberater im Fußballbereich tätig.

## Nationalmannschaft
Fukal debütierte am 21. Dezember 1997 beim 1:0 gegen Uruguay in der Tschechischen Nationalelf.
Vor allem zwischen 2000 und 2002 führte kein Weg an dem Abwehrspieler vorbei, er machte 15 seiner insgesamt 19 Länderspiele. Sein bisher letztes Länderspiel machte Fukal am 30. April 2003 beim 4:0 gegen die Türkei.
Am 20. November 2002 beim 3:3 in Teplice gegen Schweden fungierte Fukal nach dem Ausscheiden von Pavel Nedvěd in der 68. Spielminute als Kapitän.